# Creedmoor (Texas)
Pour les articles homonymes, voir Creedmoor (homonymie).
La ville américaine de Creedmoor est située dans le comté de Travis, dans l’État du Texas. Sa population s’élevait à 202 habitants lors du recensement de 2010, estimée à 219 habitants en 2016.

## Source
- (en) Cet article est partiellement ou en totalité issu de l’article de Wikipédia en anglais intitulé « Creedmoor, Texas » (voir la liste des auteurs).